# ゴルフの歴史

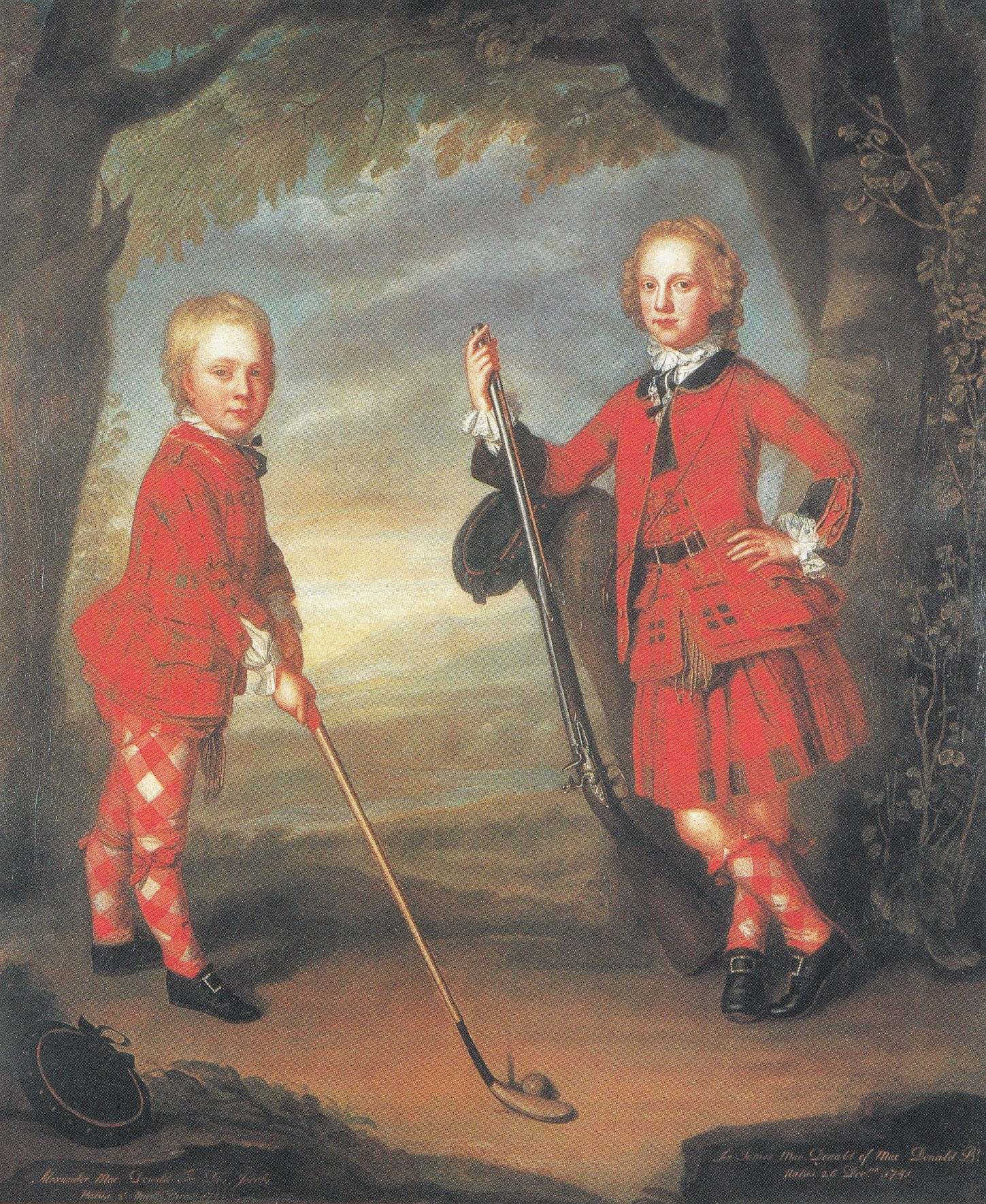
18世紀の肖像画家による「ゴルフをするマクドナルド兄弟」

ゴルフの歴史（ゴルフのれきし）では、ゴルフの発祥から現在までの変遷を扱う。ゴルフの起源は明確でなく、多くの議論が行われている。一般的には現代のゴルフは中世以降のスコットランドで発祥したとされているが、オランダや中国が発祥地ではないかという説もある。このスポーツが国際的に人気となったのは19世紀後半になってからであり、それ以降にスコットランド以外の大英帝国とアメリカ合衆国にも広がった。

## 起源

### オランダにおけるゴルフの先駆け
ゴルフに似たゲームが1297年2月26日にルーネン・アーン・デ・フェヒト（英語: Loenen aan de Vecht）で行われたという伝説がある。記録によるとオランダ人が棒と革のボールを使ってゲームをした。勝者は数百ヤード離れた標的に最も少ないストロークでボールを打ち込んだ者であった。ゴルフクラブを使って地面に掘った穴に小さなボールを入れるこのゲームは17世紀のオランダでも行われており、スコットランドのゲームよりも古いとする主張もある。
また、ヨーロッパ大陸にもゴルフに似たゲームに関するより古い記録がある。

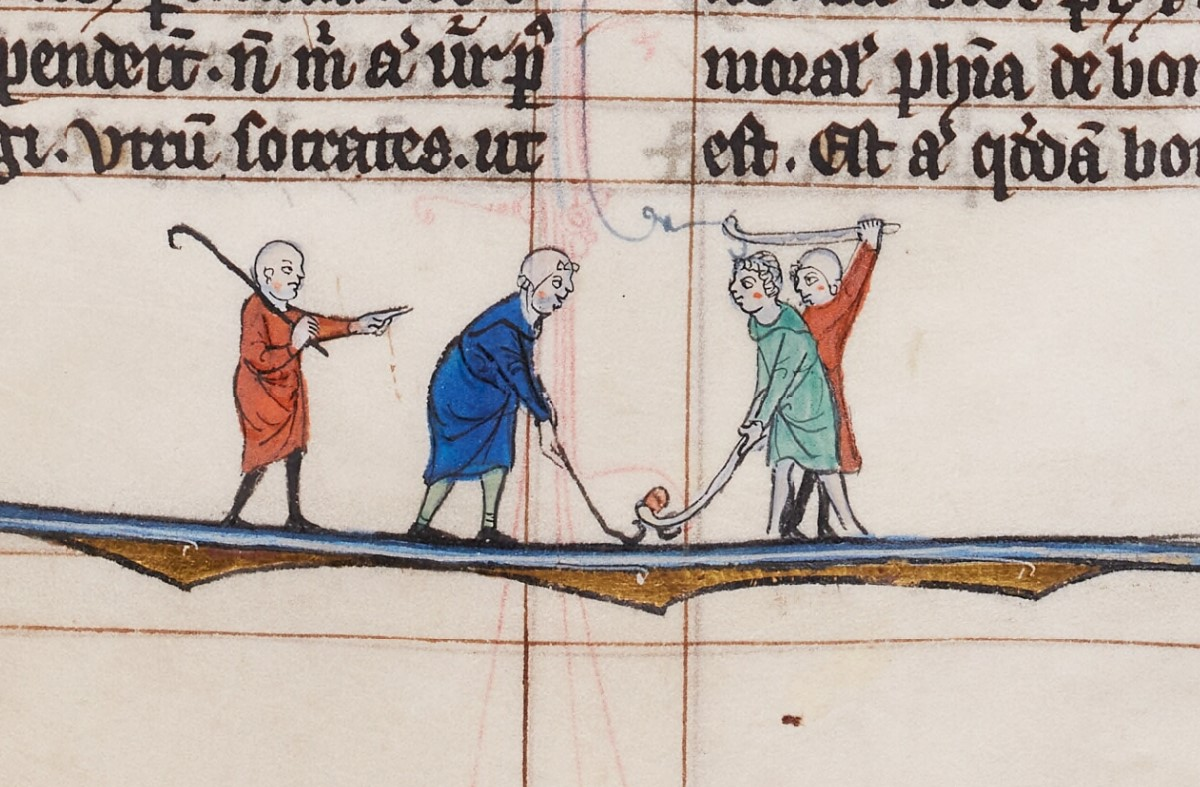
13世紀後半の文献にあるこの場面は、クラブとボールを使ったゲームを描いており、おそらくが言及したのゲームを描いている。これは、ゴルフのようなゲームを描いた既知の最古のものと考えられている。(写本149,251ページ)

1261年の中期オランダ語の写本でフランドルの詩人ヤーコプ・ファン・マーラント（英語: Jacob van Maerlant）が書いた『Boeck Merlijn』は、棍棒を使った球技「mit ener coluen」について言及している。これは低地諸国で行われていた球技「colf/kolf」（オランダ語）について言及されている最古の記録である。
1360年、ブリュッセル公会議はコルフのゲームを禁止した。コルフをする者は20シリングの罰金を払うか、外套を没収される事になった。これは現在最古の禁止記録である。
1387年、オランダ郡（英語: County of Holland）、ゼーラント郡（英語: County of Zeeland）およびエノー郡（英語: County of Hainaut）の摂政であるバイエルン公アルブレヒト1世は、ブリーレ（英語: Brielle）市の憲章を締結し金銭を目的としたいかなるゲームも禁止した。この条例の例外の1つは、「町の城壁の外でクラブでボールをプレーすること」だった。摂政アルブレヒトはハールレムの市民に対し市壁内では危険すぎるため、ゲーム、特にコルフのプレイ専用として「デ・バーン」（コース）と呼ばれる競技場を提供した。

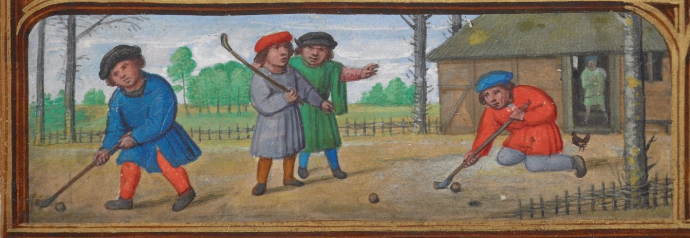
1540年頃のの一場面には現代のゴルフと類似したゲームが示されている。現代と同じようなヘッドの曲がったクラブでボールを穴に落とすシーンが描かれている。

1540年の時祷書には現代のゴルフに似たゲームが紹介されており、この関連性に基づいてゴルフ ブック（英語: Golf book）という名前が付けられた。この時祷書にはサイモン・ベニング（英語: Simon Bening）というフランドルの芸術家がイラストを描いた。
1571年に出版された『Biblia dat is, de gantsche Heylighe Schrift, grondelic ende trouwclick verduydtschet』という本には、「bat」と「sach」を使って行われる「コルフ」というゲームについて記述されている。

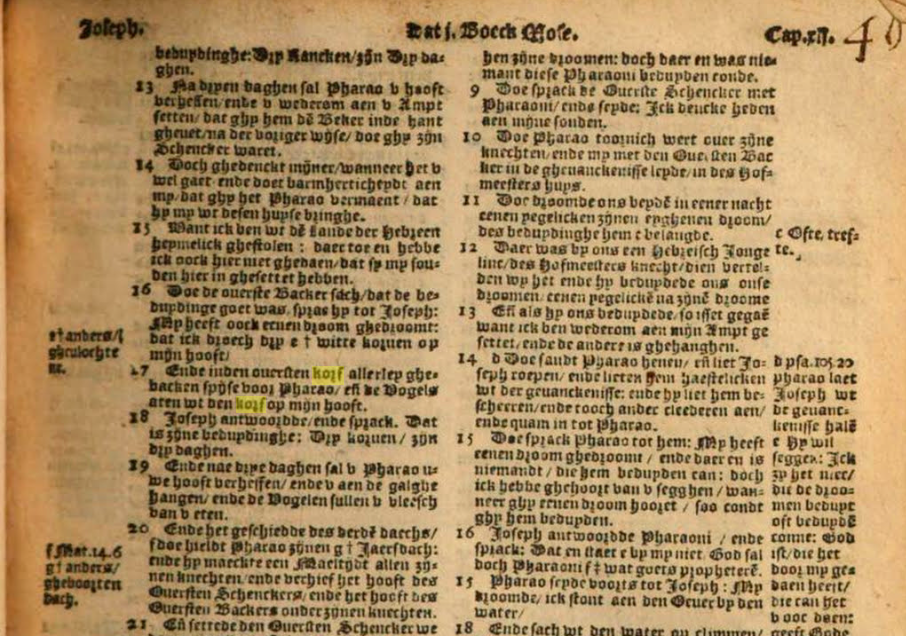
1571年発行の書籍『Biblia dat is, de gantsche Heylighe Schrift, grondelic ende trouwelick』はコルフ(kolf)の参考文献である。

1597年、ウィレム・バレンツの一行はノヴァヤゼムリャ滞在中に「コルフ」をプレーしたとゲリット・デ・フェール（英語: Gerrit de Veer）が日記に記録している。

Den 3. April wast moy claer weder met een n.o. wint ende stil, doen maeckten wy een colf toe om daer mede te colven, om also onse leden wat radder te maeckten, daer wy allerley middelen toe zochten.
日本語訳：4月3日、快晴、北東の風があったが穏やかだったので、手足を動かして運動をするために、コルフクラブを作り運動をしました。
—Gerrit de Veer,Waerachtighe beschryvinghe van drie seylagien, ter werelt noyt soo vreemt ghehoort

1650年12月、フォートオレンジ（英語: Fort Orange）（現在のニューヨーク州オールバニ付近）の入植者が、記録に残るアメリカ初のコルフ（ゴルフ）ラウンドを行った。オランダ人の入植者は一年中コルフをプレーした。春、夏、秋には野原でプレーが行われた。冬には同じルールで氷上でプレーが行われた。そして1659年12月10日、フォートオレンジの路上でゴルフをすることを禁止する条例が可決された。

1650 年 12 月のある月曜日、男性の一団がコルフのプレイ後に居酒屋併設のスティーブン・ヤンスの家に、ブランデーを飲むためにやってきました。飲み会の途中のある時、テウニス・ヤンス・セイルマッカー (帆職人?)は、スティーブン・ヤンスの妻マリア(居酒屋の店主)が、ブランデーをローマーという緑のワイングラス2杯分注いだにもかかわらず、「1杯しか注いでいないのに2杯分に誤魔化した。」と非難した。おそらく、試合の敗者は勝者のために酒場に到着した際にマリアに酒代を支払う必要があったようだ。その後、彼女は勝者が消費するブランデーの掛け金として石板にチョークで金額を記録した。石板上の各ストロークはおそらく、賭けに勝った2人のブランデーの飲んだ数を示していた。最終的に、フィリップ・ピーテルシュ・ラーデマッカーとスティーブン・ヤンスが戦い始めました。この中にはギスベルト・コルネリスも加わった。ギスベルトとスティーブンは最終的に大喧嘩をしたが、大ごとになる前にお互いを許した。
—New World Dutch Studies: Dutch Arts and Culture in Colonial America, 1609-1776: Proceedings of the Symposium

1659年12月10日: フォートオレンジとベヴァーウィック村[現在のアルバニー市]の西補給官と補給官は、この地の住民から、通りでゴルフをすることは家の窓に大きな損傷を与え、人々を負傷の危険にさらし、公道の自由に反するという苦情が多数寄せられていることを聞き、それを防ぐために、すべての者が通りでゴルフをすることを禁止し、違反者は1人につき25ギルダーの罰金を課すとした。
—Laws and Ordinances of New Netherland, 1638-1674

### スコットランドにおける初期のゴルフ

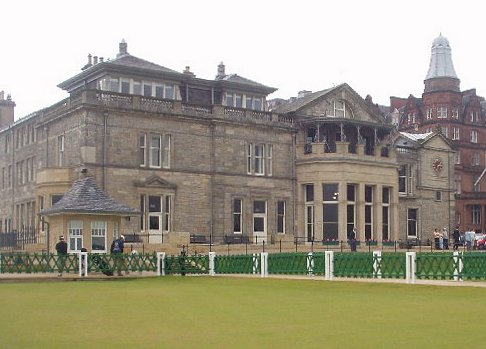
ロイヤル・アンド・エンシェント・ゴルフ・クラブ・オブ・セント・アンドリュース

現代のゴルフというスポーツは、一般的にスコットランドの発明だと考えられている。スコットランド最古のゴルフ団体の1つ、セントアンドリュースのロイヤル・アンド・エンシェント・ゴルフ・クラブ・オブ・セント・アンドリュースの広報担当者は、「棒とボールを使ったゲームは何世紀も前から存在していましたが、今日知られている18ホールで行われるゴルフは、明らかにスコットランドで生まれました。」と述べている。ゴルフ、またはスコットランド語でgowf[gʌuf]という言葉は、通常、棒、棍棒、バットを意味するオランダ語の「colf」または「colve」がスコットランド語に変化したものと考えられており、それ自体はゲルマン祖語の *kulth- に関連しており、古ノルド語のkolfrは「鐘鳴らし」を、ドイツ語のKolbenは「棍棒」を意味する。また、オランダ語のKolvenという用語は、マレットでボールを穴に打ち込むのに必要なストローク数が最も少ないかどうかで勝敗が決まる関連スポーツを指す。1643年に発行された「フランソワ・フラメン大辞典」によると、オランダ語の一種であるフラマン語で「Kolf, zest Kolve; Kolfdrager, Sergeant; Kolf, Kolp, Goulfe.」と訳されている。
スコットランドにおけるゴルフに関する最初の記録は、1457年のスコットランド議会法に見られる。これはスコットランド王ジェームズ2世が、軍事目的の弓術の練習の妨げになるとしてゴルフとフットボールの試合を禁止した布告である。1471年と1491年の法でも再び禁止令が発せられ、ゴルフは「利益のないスポーツ」と表現された。ジェームズ4世の治世にもエリート階級以外によるゴルフのプレーが議会によって禁止されたが、ジェームズ4世自身はゴルファーであり、1502年にパースを訪問した際と、その後セントアンドリュースとエディンバラを訪れた際にゴルフクラブを購入している。
女王メアリーもまたゴルフを嗜んでおり、1567年に夫のダーンリー卿ヘンリー・ステュアートが殺害された後、厳粛に喪に服すべき時にセトン宮殿（英語: Seton Palace）で「無茶苦茶なゴルフ」をしていたと非難された。ジョージ・ブキャナン（英語: George Buchanan）は、「メアリーは明らかに女性には向かない、近隣の野原でのいつもの娯楽を続けていた」と書いている。
1592年4月19日のエディンバラ市議会の議事録には、安息日に避けるべき活動のリストの中にゴルフが含まれている。
1593年2月13日、レノックス公爵ルドヴィック・ステュワート（英語: Ludovic Stewart）とジェームズ・サンディランズ卿（英語: James Sandilands）は、ゴルフをするためにリース（英語: Leith）に行くことにした。その途中で、彼らはサンディランズと争っていたグラハム家の人々と出会い、ゴルフに行く代わりにピストルで争った。
ラヴェルストン（英語: Ravelston）の弁護士のジョン・ファウリス卿の帳簿には、1672年3月2日にマッセルバラ・リンクス（英語: Musselburgh Links）でゴルフをしたと記録されており、これはマッセルバラ（英語: Musselburgh）のオールド・リンクスが世界最古のゴルフコースであることを証明していると認められている。また、スコットランド女王メアリーが1567年にそこでプレーしたという話もある。

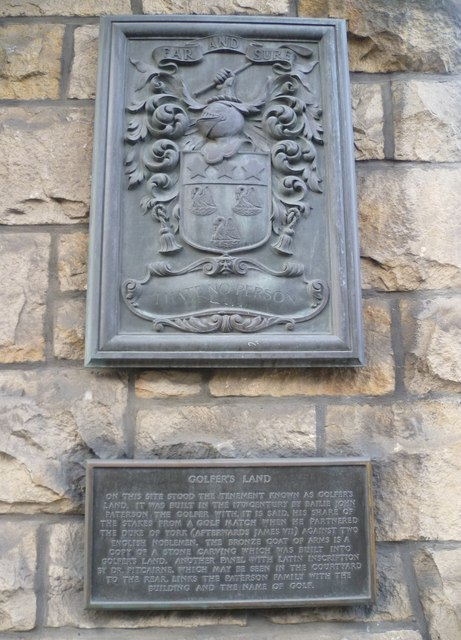
ゴルファーズランドの敷地にある銘板

スコットランドのジェームズ7世は、まだオールバニ公爵だった頃、1681年に最初の国際ゴルフ大会に出場したと言われている。ゴルフがスコットランドかイングランドのどちらのものかを賭けた賭けとして、2人のイングランド廷臣と対戦した。彼のチームメイトはジョン・パターソンという人物で、勝利の報酬として、現在ゴルファーズ・ランド（英語: Golfers Land）として知られるエディンバラのエリアに邸宅を建てるのに十分な金額を受け取ったと言われている。

### ゴルフクラブのルールと競技

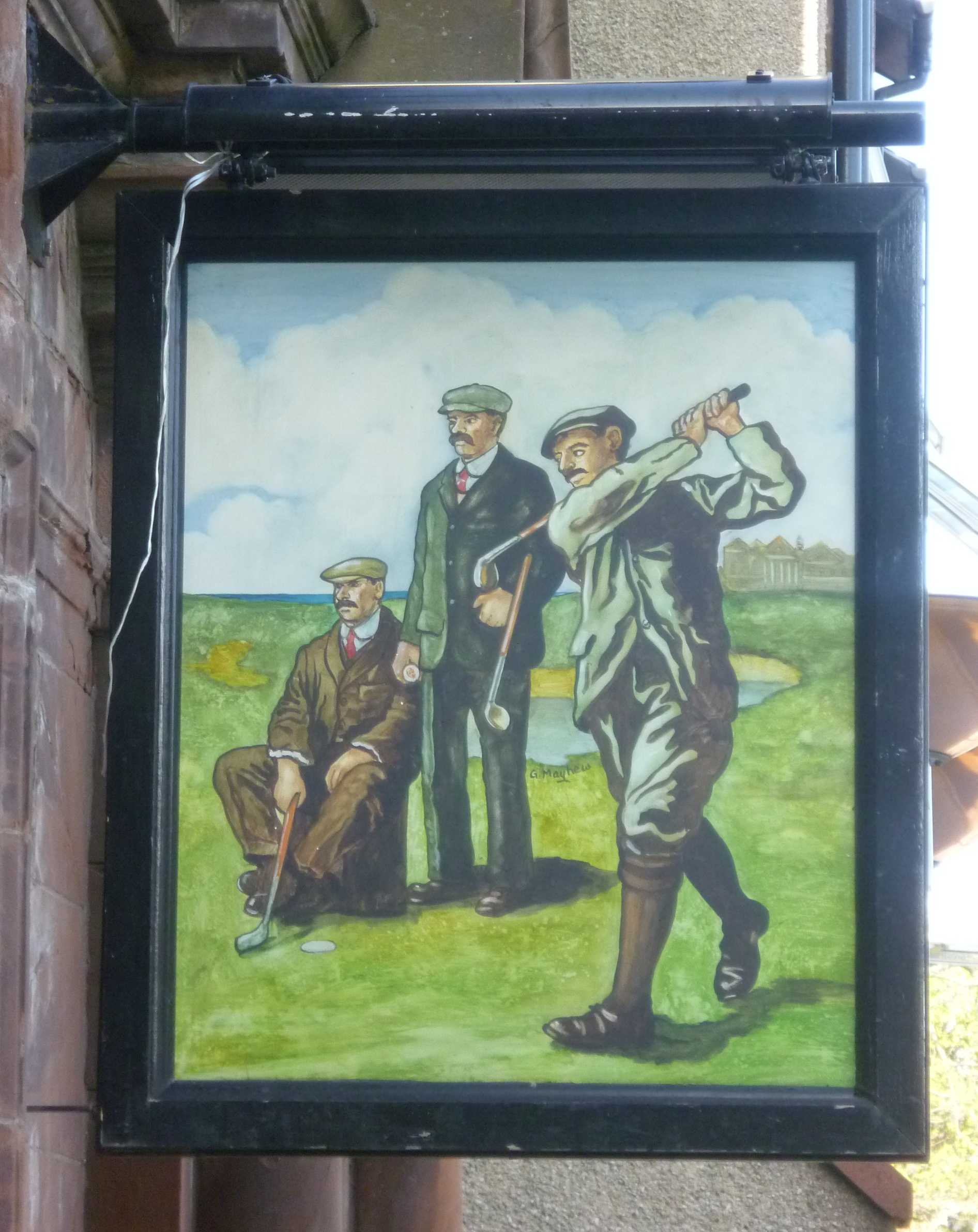
にあるパブの看板、2011年

ゴルフのプレーに関する最も古い記録は、エディンバラ大学近くのブランツフィールドリンクスとリースリンクス（英語: Leith Links）のコースでプレーした医学生、トーマス・キンケイド（英語: Thomas Kincaid）の日記に見つかっている。彼のメモには、初期のハンディキャップシステムに関する彼の見解が含まれている。1687年1月20日の日記で、彼は「夕食後にゴルフに出かけた」と記しゴルフのスイング（英語: Golf swing）について説明している。

ゴルフでプレーする唯一の方法は、フェンシングのときのように立ち足を少し曲げ、足と背中と腕の筋肉を曲げ、固定して、ストロークを打つときに少しも緩めないことだと分かりました。

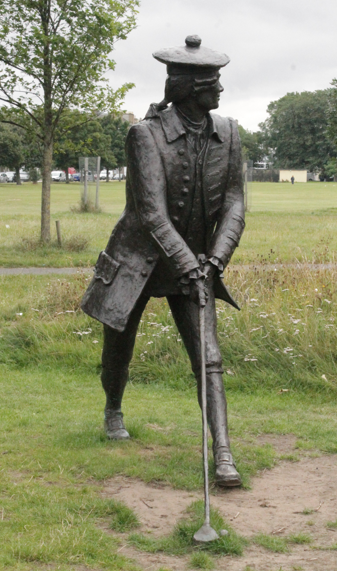
リースリンクスにあるジョン・ラットレーの像

現存する最古のゴルフ規則は、1744年にリースリンクス（英語: Leith Links）でプレーしていた紳士ゴルフ協会（後にエディンバラゴルフ協会と改名）のために書かれたものである。現在スコットランド国立図書館（英語: National Library of Scotland）に保存されている彼らの「ゴルフのプレーに関する条項と規則」はリースリンクス規則として知られるようになり、この文書はクラブが最古のゴルフクラブであると主張することを裏付けているが、約1世紀後に出版された年鑑には、ロイヤルバージェスゴルフ協会（英語: The Royal Burgess Golfing Society of Edinburgh）が1735年に設立されたという記述もある。リースリンクス規則の指示は、例えば「プレーの順番」や「スコアの記録」「勝者の決め方」といったその後のすべての規則の基礎となった。
1744年の紳士ゴルファーによるシルバークラブ大会では、エディンバラ市議会がスポンサーとなって銀のゴルフクラブのトロフィーが贈られ、外科医のジョン・ラットレー（英語: John Rattray）が優勝した。ラットレーはトロフィーに自分の名前を彫み、これが長い伝統の始まりとなった。ラットレーは1745年のジャコバイト蜂起に参加し、その結果インヴァネスで投獄されたが、仲間のゴルファーで上訴審裁判所長官のダンカン・フォーブス・オブ・カロデン（英語: Duncan Forbes of Culloden）の弁護により絞首刑を免れた。ラットレーは1747年に釈放された。

## 世界への広がり

### 初期
1603年、スコットランドのジェームズ6世がイングランドの王位を継承した。その息子であるウェールズ公ヘンリー・フレデリックと廷臣たちはロンドンのブラックヒース（英語: Blackheath, London）でゴルフをプレーした。ロイヤル・ブラックヒース・ゴルフ・クラブの起源はここに遡る。
18世紀から19世紀初頭にかけて、スコットランドの兵士、国外居住者、移民がイギリスの植民地などにゴルフを持ち込んだ記録がある。1770年代初頭、アフリカ初のゴルフコースがイギリスの奴隷商人によってシエラレオネのバンス島に建設された。ロイヤル・カルカッタ・ゴルフ・クラブ（英語: Royal Calcutta Golf Club）（1829年）、モーリシャス・ジムカーナ・クラブ（1844年）、および南西フランスのポー・ゴルフ・クラブ（英語: Pau Golf Club）（1856年）はイギリスの海外進出を想起させる場所であり、イギリス領以外では最古のゴルフクラブである。ポー・ゴルフ・クラブはヨーロッパ大陸で最も古いものである。しかし、ゴルフがスコットランド本国以外で広く普及したのは19世紀後半になってからであった。

### 19世紀後半のブーム

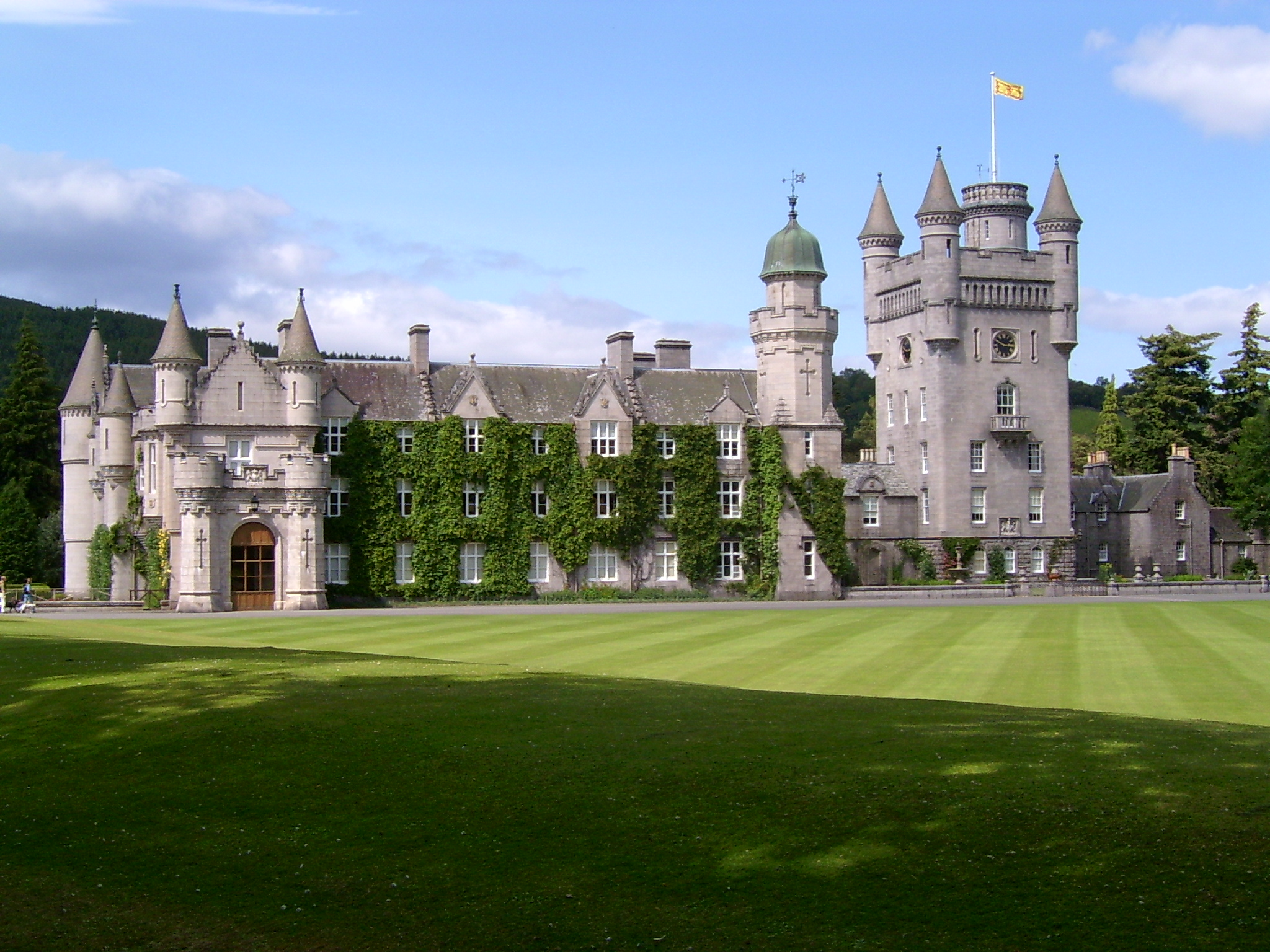
バルモラル城

1850年代には、ヴィクトリア女王とアルバート王子がスコットランド高地にバルモラル城を建設した。鉄道は1852年にセント・アンドリュースまで開通した。1860年代までには、ロンドンからエディンバラへの定期高速列車が運行を開始した。スコットランドに対する王室の熱意、大幅に改善された交通網、サー・ウォルター・スコットの著作により、スコットランドでは観光業が活況を呈し、国外でもスコットランドの歴史と文化への関心が高まった。この時期はガタパーチャを利用したゴルフボール「ガッティ（Gutty）」の開発とも重なる。ガッティはそれまで使用されていた羽毛入りの革製ボールと比べ、大量生産に向いており、安価で耐久性があり、品質と性能が安定していた。ゴルフはイギリス諸島全体に広がり始めた。
1864年、イギリスでブラックヒース以来の新しいクラブとしてウェストワード・ホー！のリゾートのロイヤル・ノース・デボン・ゴルフ・クラブ（英語: Royal North Devon Golf Club）が設立され、翌年にはウィンブルドン・コモンにロンドン・スコティッシュ・ゴルフ・クラブ（英語: London Scottish Golf Club）も設立された。1880年、イングランドには12のコースがあったが、1887年には50に増え、1914年には1,000を超えた。イングランドでのゴルフは1890年までに十分に成熟し、同年イングランド生まれで初の全英オープンチャンピオン、ジョン・ボール（英語: ジョン・ボール）が誕生した。ゴルフはそして大英帝国全土に広まった。1880年代までには、アイルランド、オーストラリア、ニュージーランド、カナダ、南アフリカにゴルフクラブが設立された。1891年にはシンガポールが続いた。また、イギリスからの観光客のためにヨーロッパ大陸のいくつかのリゾート地にもコースが設立された。

### アメリカ合衆国
17世紀のアメリカでの出来事。1650年12月、フォートオレンジ（現在のニューヨーク州アルバニー市）の近くで、4人の男のグループがペアになってポイントを競うコルフをしていた。1657年7月22日、数人の男が召喚され、日曜日にコルフをプレイしないように警告された。1659年12月10日、アルバニーの路上でコルフをプレイすると窓が割れることが多すぎるため、条例が発布された。

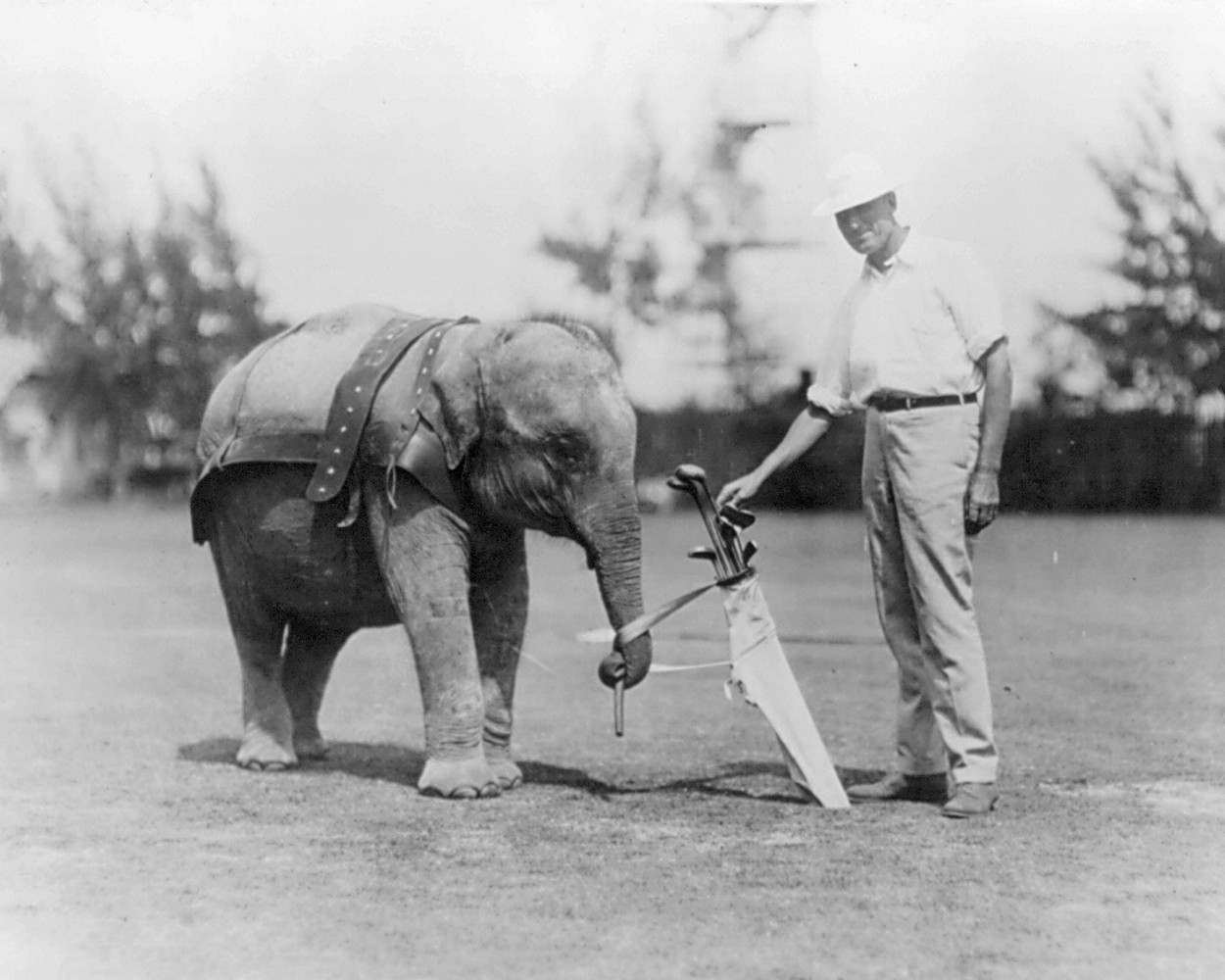
1922年にフロリダのゴルフコースでキャディーとして使われていた訓練された若い象

現在のアメリカ合衆国における初期のゴルフの証拠は、1739年にサウスカロライナ州チャールストンのウィリアム・ウォレスにゴルフ用具を出荷した記録、1779年にニューヨーク市のロイヤル・ガゼットに掲載されたゴルフクラブとボールの広告、そして1787年にチャールストンにサウスカロライナ・ゴルフクラブが設立されたことなどが挙げられる。しかし、イギリスと同様に、ゴルフがしっかりと定着し始めたのは19世紀後半になってからであった。
1880年代に設立されたいくつかのクラブは、国内で現存する最古のクラブであると主張している。1894年に「全米アマチュアゴルフ選手権」と名付けられたトーナメントが別々に2つ開催された。一つはニューポートカントリークラブで開催されてウィリアム・G・ローレンス (William G. Lawrence) が優勝し、もう一つの大会はセイントアンドリューズゴルフクラブで行われ、ローレンス・B・スタッタード (Laurence B. Stottard) が優勝した。
同じ年に同名の大会が別々に開催されるといったゴルフ界の動向を見たシカゴゴルフクラブのチャールズ・B・マクドナルドは、統一したルールで正式な全国選手権を開催し、またこれを統括する団体が必要だと考えた。

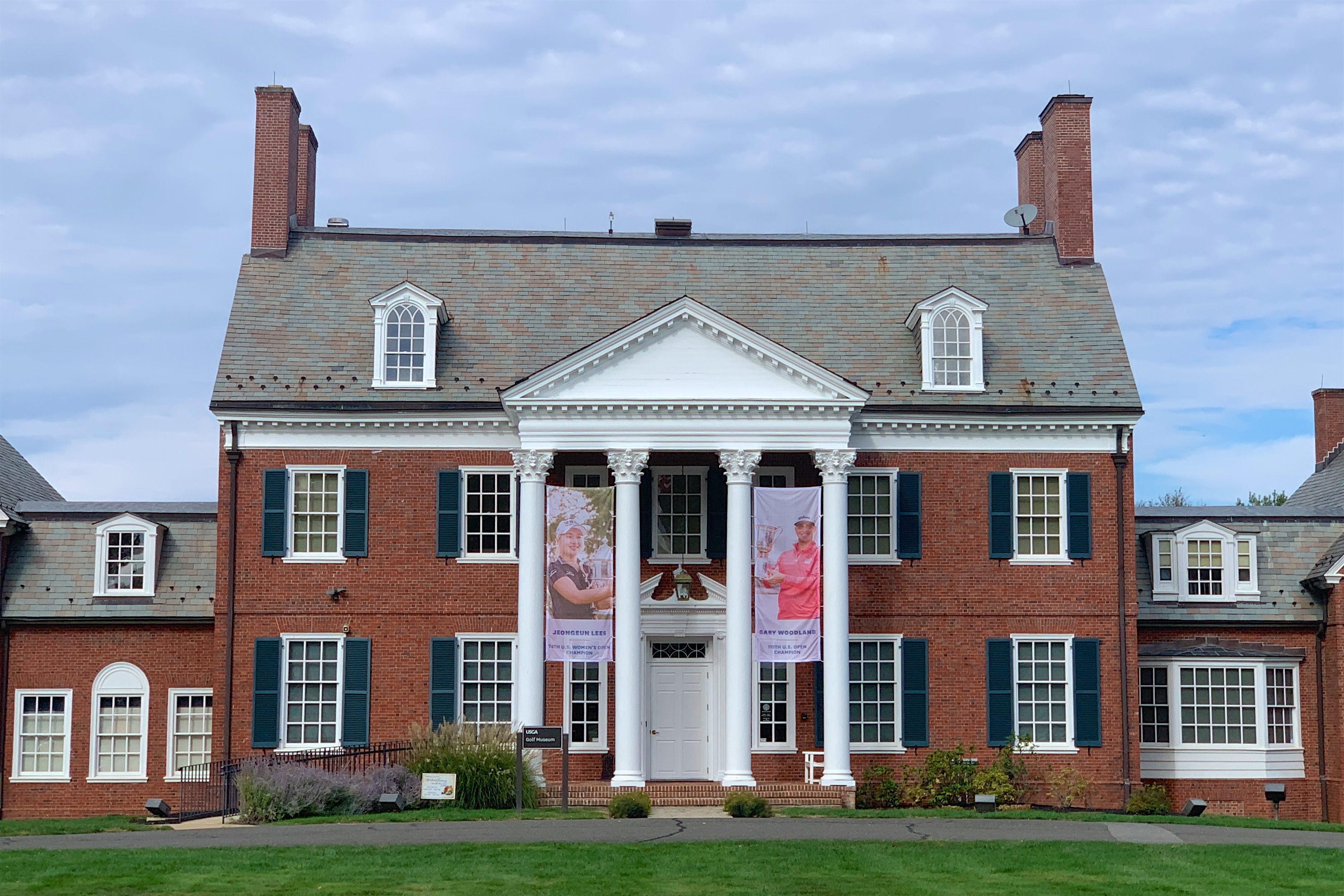
ニュージャージー州にあるUSGA博物館

そして同年12月22日にアマチュアゴルフ協会（Amateur Golf Association、その後すぐに United States Golf Association, USGA、全米ゴルフ協会に改名）が創設された。設立メンバーは、ニューポートカントリークラブ、シネコックヒルズゴルフクラブ、ザカントリークラブ（マサチューセッツ州ブルックライン）、セイントアンドリューズゴルフクラブ（ニューヨーク州ヨンカーズ）、シカゴゴルフクラブであった。翌年にはこの団体が主催する全米アマチュアゴルフ選手権と全米オープンの2つの第1回大会が、どちらもニューポートカントリークラブで開催された。また、1910年までに267のクラブがあった。
狂騒の20年代にはゴルフの人気が急上昇し、1932年までにUSGAに加盟するゴルフクラブは1,100以上になった。1921年、ジョック・ハッチソン（英語: Jock Hutchison）はアメリカ生まれとして初めて全英オープンで優勝した。ゴルフの拡大は大恐慌と第二次世界大戦で止まったが戦後は再び拡大が続いた。1980年までにUSGA加盟クラブは5,908以上になった。その数は2013年までに10,600以上に増えた。1920年代から1990年代にかけて、多くの住宅ゴルフコースコミュニティ（英語: Golf course community）が建設された。

### 日本
1868年の明治維新後、日本は西洋流に経済と産業を近代化しようと全力を尽くした。日本人は貿易関係を確立し、ビジネス、科学技術の最新動向を研究して習得するためにヨーロッパやアメリカに渡り、西洋人は学校、工場、造船所、銀行の設立を手伝うためにお雇い外国人として日本に来た。

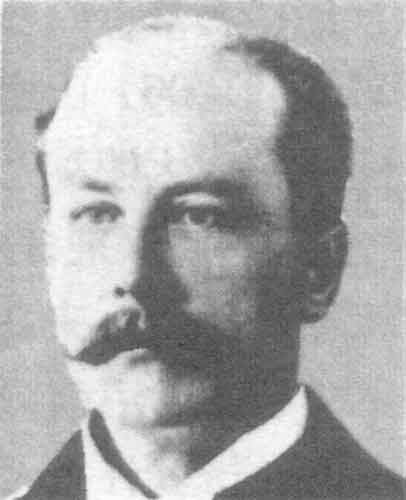
アーサー・ヘスケス・グルーム

1903年、イギリス人貿易商のA.H.グルームが神戸に日本初のゴルフクラブである神戸ゴルフ倶楽部を設立した。1913年、英米でゴルフを覚えて帰国した横浜正金銀行頭取の井上準之助、樺山愛輔らを中心とした「ゴルフ倶楽部の建設を」との動きに対して村井銀行の村井五郎や帝国生命の朝吹常吉らが出資し、1913年に東京ゴルフ倶楽部が東京駒場に開場された。東京ゴルフ倶楽部は1932年に埼玉県朝霞市に移転した。1921年、日本統治時代の朝鮮に韓国初のゴルフコースを建設した。
1924年、当時存在していた全国7つののゴルフ倶楽部、神戸ゴルフ倶楽部、根岸ニッポン・レースクラブ・ゴルフィング・アソシエーション（略称: 根岸NRCGA） 、東京ゴルフ倶楽部、鳴尾ゴルフ倶楽部、舞子カントリー俱楽部、程ヶ谷カントリー倶楽部、甲南ゴルフ倶楽部の代表が東京・駒沢の東京ゴルフ倶楽部に集まり、7つのクラブによって日本ゴルフ協会が設立された。1920年代から1930年代初頭にかけていくつかの新コースが建設されたが、大恐慌によりゴルフの成長は制限された。1927年、JGA主催で日本オープン選手権が創設された。第1回の選手権は程ケ谷カントリー倶楽部で開かれ、アマチュアの赤星六郎が優勝した。1929年安田幸吉、宮本留吉はハワイ・オープンに参加した。宮本は306打で13位、安田は310打で17位の成績を残したが、これは日本のプロにとって初めての海外試合の出場になった。1931年には日本プロゴルフ選手権が創始された。1932年には宮本留吉が全英オープン選手権と全米オープン選手権に出場した。1938年にはJGAが日本体育協会（現・公益財団法人日本体育協会）に加盟し、陸上、水泳、体操などと肩を並べられるスポーツ団体として認められたが、戦時体制に入りゴルフボールは配給制になった。1940年に所轄官庁よりゴルフ自粛自戒に関し各倶楽部に通達された。競技は技術本位心身鍛錬を目的とするものに限られ、賞品は禁止され、私的競技や団体競技（アマチュア、プロの東西対抗）の開催は全廃された。贅沢禁制として飲食の質素化、派手な服装、自家用車の使用を慎むこともこの通達に含まれた。1941年に太平洋戦争が勃発した時点でコースは100に満たなかった。また、1941年12月13日に昭和17年度のJGA主催各競技の開催は当分見合わせるとして各倶楽部に通知書を発送した。その後の戦争中、ほとんどのコースは軍事利用のために徴用されたり、農業生産に戻されたりした。

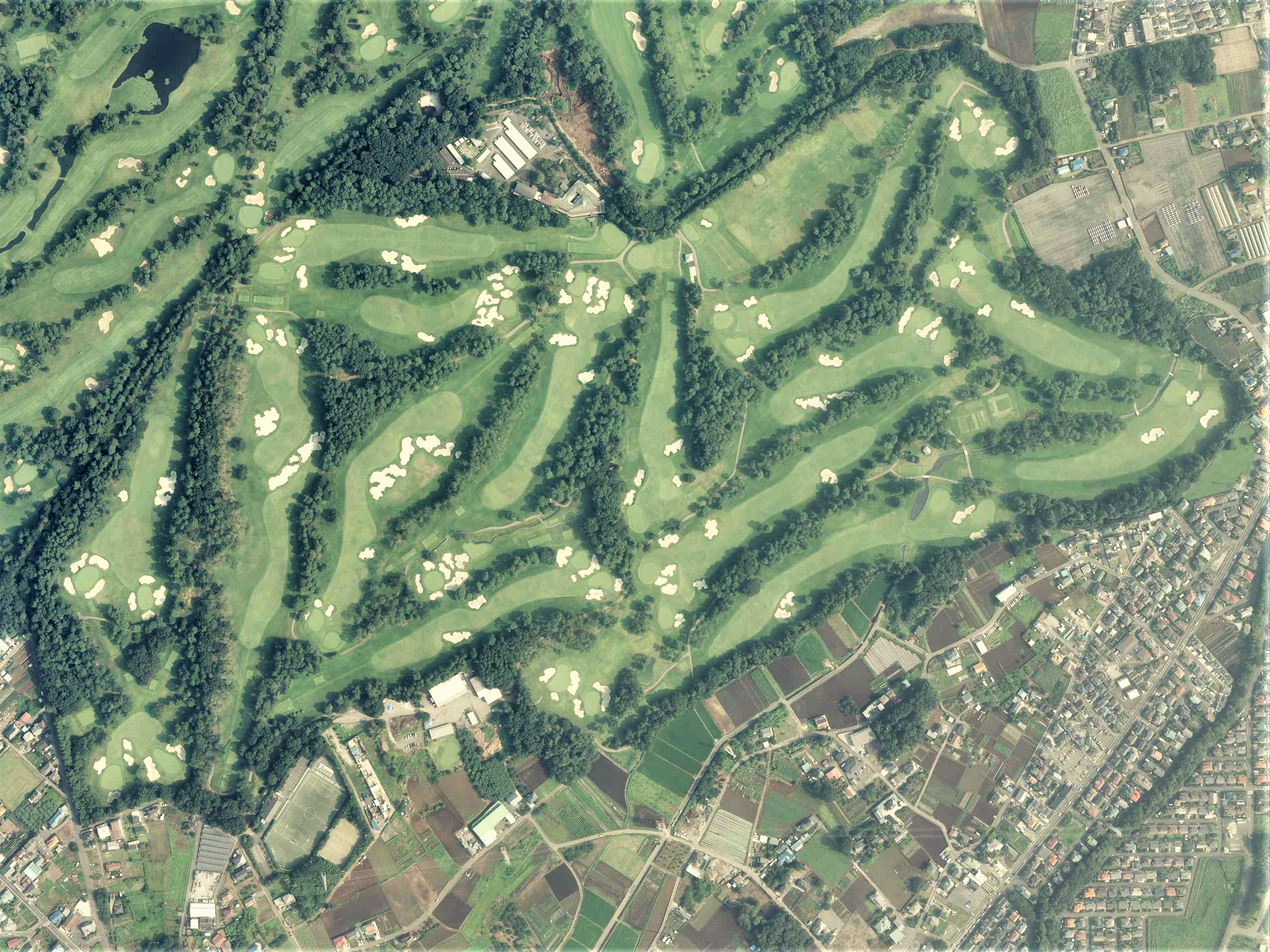
東京ゴルフ倶楽部(狭山市) 2019年撮影

戦後、日本のゴルフコースは占領軍の管理下に置かれた。そのような中、1945年に大日本体育会が日本体育協会（現・公益財団法人日本体育協会）として再出発した。日本ゴルフ協会は加盟団体として復帰することができたが、ゴルフ場の復旧が伴わないために活動の再開が遅れた。しかし、1948年に関東プロ選手権が復活した。東京ゴルフ倶楽部で開催されたが、これが戦後初のプロ競技になった。コースが日本の管理下に返還され始めたのは1952年になってからであった。同じく1952年には林由郎、中村寅吉、島村祐正、石井迪夫の4人が大会に出場のため渡米し、プロ戦後初の海外遠征を実現した。1956年までにコースは72あり、1957年には中村寅吉と小野浩一が日本に招致したカナダカップ（現在のワールドカップ）で優勝した。この出来事は、戦後のゴルフブームの火付け役としてよく言及されている。1960年から1964年の間に、日本のゴルフ場の数は195から424に増加した。1970年代初頭までに、コースの数は1,000を超えた。1987年の総合保養地域整備法では、各道府県が策定し国の承認を受けた計画に基づき整備されるリゾート施設については、国及び地方公共団体が開発許可を弾力的に行うことができ、税制上の支援や政府系金融機関からの融資など優遇措置を受けられるようになったため、ゴルフコース建設のさらなるブームが起こり、2009年までにコースの数は2,400を超えた。日本でのゴルフ人気はアジア各国にも広がり、マレーシア等の環太平洋地域にも多くのゴルフコースが建設された。これらの最近のゴルフブームの環境への影響は、多くの人々の懸念の原因となっている。

### チベット
スコットランド生まれのヒュー・エドワード・リチャードソン（英語: Hugh Edward Richardson）は1936年から1939年にかけて政治使節団としてチベットに滞在した際にチベットにゴルフを持ち込んだ。ボールは「薄い空気の中ではあまりにも遠くまで飛んでしまう。」と語っていた。

## ゴルフコースの進化
第1回全英オープンの開催地であったプレストウィック・ゴルフ・クラブはオープン当初12ホールであったし、モントローズ・ゴルフ・クラブは1866年には25ホールの大会を開催していた。ここでオールドコースは、今日のゴルフのプレー方法の発展に極めて重要な役割を果した。1754年まではオールドコースは12ホールで構成されていた。そのうち10ホールは1ラウンドで2回プレーされ、合計22ホールのラウンド形式であった。1764年10月4日のR&A理事会の議事録には、コース改善のため最初と最後の4ホールをそれぞれ2ホールに改造し18ホールにすることをウィリアム・セントクレア・オブ・ロズリン（英語: William St Clair of Roslin）が承認したとある。これによりオールドコースは18ホールになった。これ以降18ホールがスタンダードとなったという説がある。しかし、いつから18ホールを標準とするようになったのかは不明であるという説もある。

## ゴルフ用具の進化

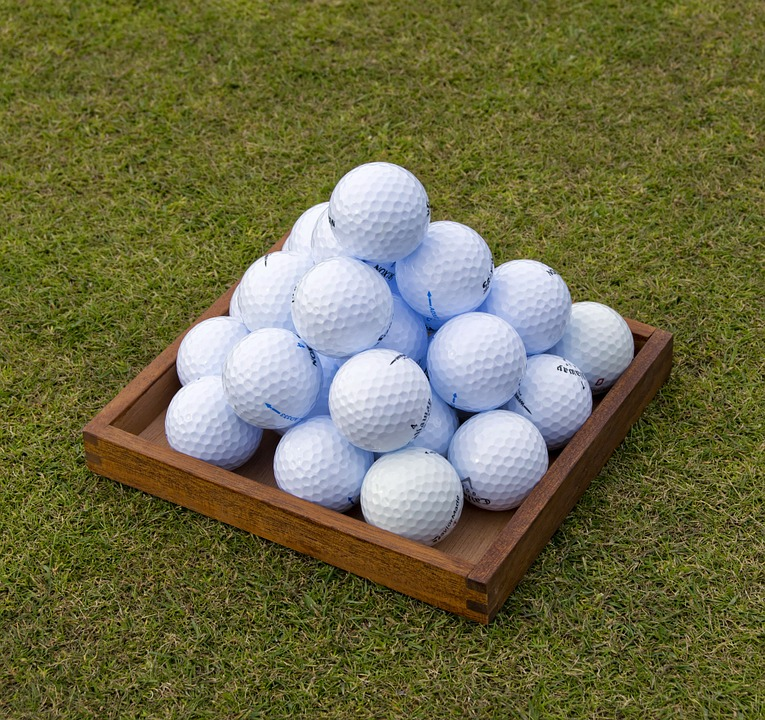
ゴルフボール

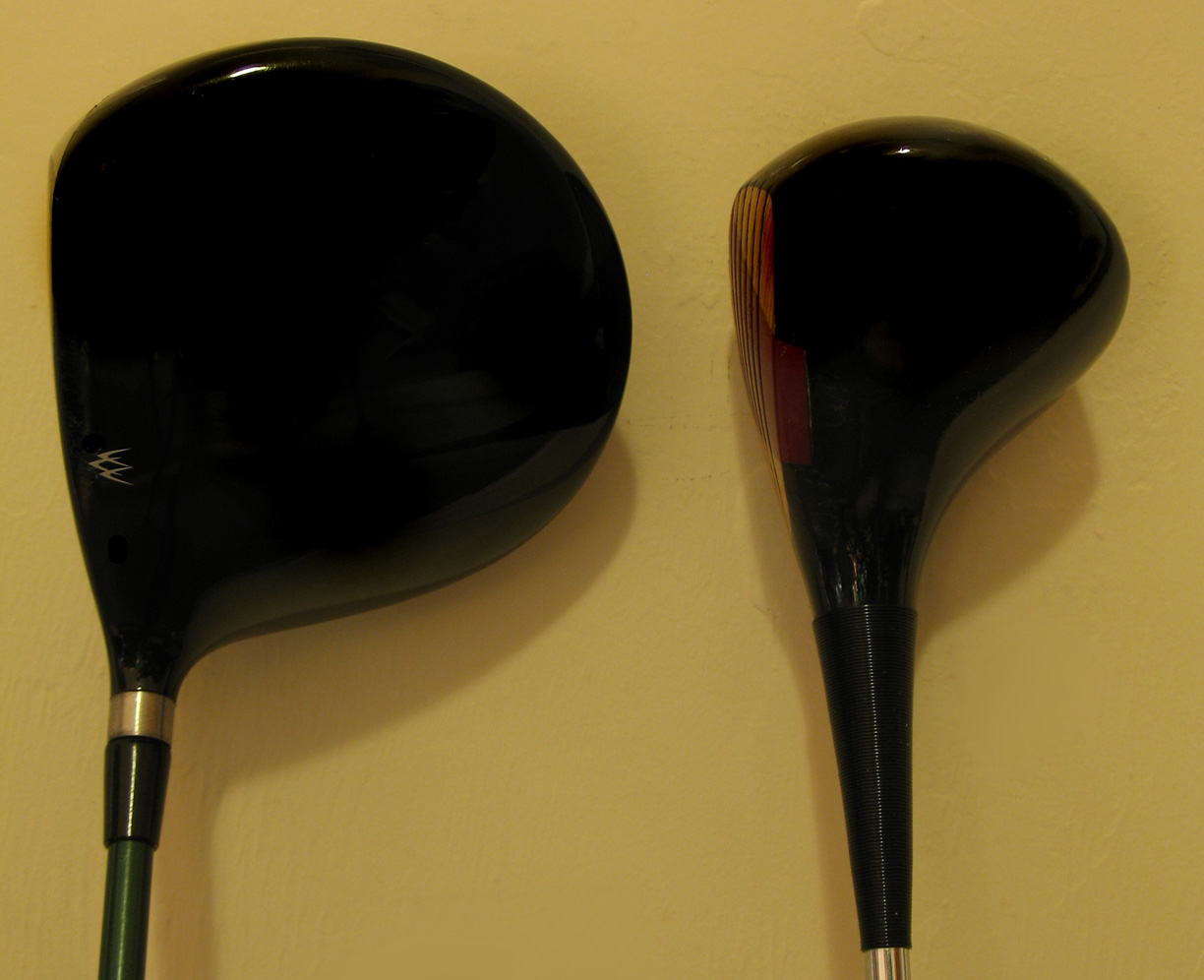
ドライバーの新旧比較

ゴルフはゴルフをプレーするために必要な用具の発達と共に進化してきた。特にゴルフボールの発達はゴルフに大きな影響を与えた。ゴルフボールは、重量が増すと慣性がつき風の影響などを受けにくくなるためよく飛ぶという性質がある。
1931年にUSGAは、大きくて軽いボール(1.68インチ、1.55オンス)の使用を義務付けた。このボールは非常に不評で、わずか1年後にはUSGAは許容重量を1.62 オンスに増やし、サイズは1.68インチ（ラージボール）のままにした。一方、前年同様R&Aは1.62インチ、1.62オンスのボール（スモールボール）を使用した。ボールの違いによる優劣を解消するため、1974年R&Aもラージボールに変更した。また日本も1977年にラージボールに統一する事になった。
1977年にアメリカで発売されたポララボールという新しいボールは、ゴルフボールのディンプルの深さを順に変え帯状に配列することにより、向きさえ合わせれば曲がることなくストレートな打球が出るというボールであった。しかし、このボールはゴルフの本来の姿を本質的に損なうという理由で、1981年にUSGA及びR&Aが、ボールに対する特殊な飛行特性を禁じる規則を設定し公式試合での使用を禁じた。また、2023年にR＆AとUSGAは、ボールの飛距離規制を正式に発表した。想定されるドライバーショットの飛距離減は、男子プロのロングヒッターで約15ヤード、アベレージの男子プロで約10ヤード、女子プロでは約5-7ヤードほどとされている。
初速度に関しては素材の新開発によって無制限に飛距離が伸びるてしまうのを防止するために、一定の条件で打ったときのボールの飛び出し速度が255fps以下に制限されている。また、飛距離についても定められた条件で打った時のキャリー（飛行距離）とラン（転がり距離）を含めたトータル飛距離が320ヤード以内に定められている。
ゴルフの進化におけるもう一つの注目すべき要素はゴルフクラブの開発である。最も初期はまだ現代のようなクラブが存在せず、石や木を使用してプレーをしていた。やがて、ヒッコリーがシャフトに使用される標準的な木材となり、アメリカンパーシモンがその硬さと強度からクラブヘッドの木材として選ばれるようになった。19世紀中盤にガッティが導入されてゴルフボールの耐久性が増すとクラブヘッドも開発され、さまざまな金属製ヘッドのクラブが登場した。スチールシャフトは1914年に開発されたが、USGAによる採用は1926年であった。1965年、シャフト技術は一段と進化し軽量で強度のあるカーボンが使用されるようになった。最初の金属製「ウッド」は 1979年に登場した。強度と汎用性から最終的に金属が木材に完全に取って代わった。
最新のゴルフクラブ技術ではカーボンシャフトと軽量チタンヘッドが採用されており、クラブヘッドを以前よりもはるかに大きくすることができるようになった。これらの最新素材の導入によりボールの飛距離が伸びた。2008年にR＆Aは、新しいルールであるSLEルールを導入した。SLEルールは「スプリング効果」（spring-like effect、つまりバネのような効果。クラブフェースの反発係数（COR : Coefficient Of Restitution）のこと）が0.830を超えてはならないというものである。SLEルールはドライバーのほか、フェアウェイウッド、ユーティリティ、アイアンにも適用され、基準値を超える反発のものはルール不適合クラブとなる。またフォライバーのヘッドの大きさも460 cm3までに制限された。

## 語源
ゴルフという言葉に関する最古の文書は、1457年3月6日にスコットランド議会が布告した「フットボール及びゴルフ等、国の利益にならない競技は禁止する」というゲームに関する法律でgoufとして言及されたときである。スコットランド語のgoulf（綴りは様々）に由来し、「打つ、または殴る」という意味である。goulfについてはまた、オランダ語のkolf（バットまたはクラブ）や同名のオランダのスポーツに由来している可能性がある。

the weaponschawinges be halden be the Lordes and Barounes spiritual and temporal four times in the zeir. And that the fute ball and golfe be utterly cryed down and not to be used, and that bowe marks be maid at ilk parish kirk, pair of buttes and schutting be used . . . And as tutching the fute ball and the golfe to be punished with the barrounis un-law, and gif he takis not the un-law, that it be taken be the kings officiares
日本語訳 : 聖職者と俗職の領主と男爵は、年に4回弓矢の競技会を開催すべきである。そして、フットボールとゴルフは完全に中止されるべきである。そして、すべての教区教会に標的を2つ用意し、毎週日曜日に射撃の練習をすべきである。フットボールとゴルフに関しては、これらのゲームをしているの者が見つかった場合は、地元の男爵によって、もしくは、国王の役人によって罰せられることを定める。

オランダ語のkolfとフラマン語のkolvenは、マレット（木槌）でボールを穴に打ち込むのに必要なストローク数が最小であるかどうかで勝者が決まる関連スポーツを指す。
Golfという用語は「Gentlemen Only, Ladies Forbidden（紳士のみ、婦人禁制）」の頭字語に由来するとも言われているが、これは誤った語源である。しかしながら、セントアンドリュースが女性会員を受け付けるようになったのは2014年のことであり、全英オープン開催コースローテーションの一つであるミュアフィールドは2017年まで女性会員を認めていなかった。
学者で作家である J・R・R・トールキンは、1937年のファンタジー小説「ホビットの冒険」の中で、クラブを意味するオランダ語からの派生語であると認めている。小説内のゴルフは、クラブを持ったホビットがゴルフィンブルというゴブリンの頭を叩き落とし、その頭が空中を飛んでウサギの穴に落ちたことから発明されたとされている。

## 博物館
ゴルフの歴史は、世界中のいくつかのゴルフ博物館に保存され展示されている。特に、スコットランドのファイフにあるセントアンドリュースの町にあるR&Aワールドゴルフ博物館（英語: R&A World Golf Museum）(ロイヤル・アンド・エンシェント・ゴルフ・クラブ・オブ・セント・アンドリュースの本拠地)や、ニュージャージー州ファーヒルズ（英語: Far Hills, New Jersey）にある全米ゴルフ協会本部の横にある全米ゴルフ協会博物館（英語: United States Golf Association Museum）が有名である。
フロリダ州オーガスタ・ナショナル・ゴルフクラブの世界ゴルフ殿堂でも、ゴルフの歴史が紹介されている。オンタリオ州オークビルのカナダゴルフ殿堂（英語: Canadian Golf Hall of Fame）、ペンシルベニア州フォックスバーグ（英語: Foxburg, Pennsylvania）のフォックスバーグ・カントリー・クラブ（英語: Foxburg Country Club）にあるアメリカゴルフ殿堂（英語: American Golf Hall of Fame）も同様である。
個々のプレーヤーのための博物館としては、オハイオ州コロンバスのジャック・ニクラウス博物館（英語: Jack Nicklaus Museum）、USGA博物館にボビー・ジョーンズ、アーノルド・パーマー、ベン・ホーガン、ミッキー・ライト、ジャック・ニクラウスの部屋などがある。

## 参照記事
- ゴルフの歴史 (1353–1850)（英語: Timeline of golf history (1353–1850)）
- ゴルフの歴史 (1851–1945)（英語: Timeline of golf history (1851–1945)）
- ゴルフの歴史 (1945–1999)（英語: Timeline of golf history (1945–1999)）
- ゴルフの歴史 (2000–現在)（英語: Timeline of golf (2000–present)）
- R&Aゴルフミュージアム（英語: R&A World Golf Museum）